# Filmgeschichte
Die Filmgeschichte zeichnet die Entwicklung des Films nach, der neben der Musik, der Literatur und der bildenden Kunst eine eigenständige Kunstform darstellt. Die Filmgeschichte erstreckt sich von den frühesten technischen Errungenschaften über die ständige stilistische Weiterentwicklung bis hin zum jetzigen Stand des Films. Dabei wird versucht, die komplizierten Zusammenhänge zwischen Wirtschaft, Politik und Ästhetik aufzulösen.

## Vom stehenden zum bewegten Bild

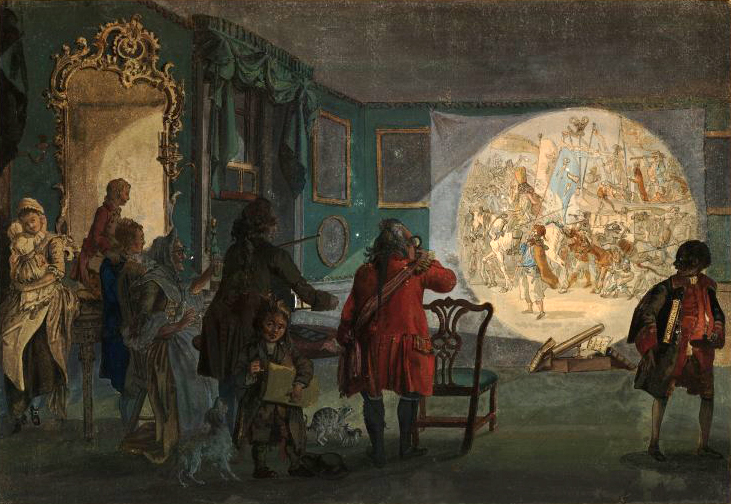
Vorführung mit einer Laterna magica um 1760

Serienfotografie eines galoppierenden Pferdes von Eadweard Muybridge (1878)

Die Geschichte der Bewegtbildmedien mit Bildsequenzen, die die Illusion einer Bewegung hervorrufen, begann mit der Filmtechnik, d. h. mit der Aneinanderreihung fotografischer Bilder. Erste Vorführungen gab es mit der Laterna magica im 18. Jahrhundert. Dieses Gerät konnte eine Reihe von Bildern, die auf eine Glasplatte gemalt waren, ähnlich einem Diaprojektor an die Wand werfen. Die Fotografie wurde in der ersten Hälfte des 19. Jahrhunderts entwickelt. Die Lichtempfindlichkeit von Silbersalzen wurde bereits 1717 entdeckt, doch erst 1826 gelang es Joseph Nicéphore Nièpce, ein Bild auf einer Zinnplatte festzuhalten, was mit einer Belichtungszeit von acht Stunden verbunden war. Nach dem Tod von Nièpce wurde die Entwicklung von Louis Daguerre weitergetrieben und führte zu den so genannten Daguerreotypien, Unikaten, die noch nicht vervielfältigt werden konnten. Eine Daguerreotypie ist ein seitenverkehrtes Foto-Positiv auf Metall.
1832 wurde das Phenakistiskop erfunden, das beim Betrachter den Eindruck bewegter Bilder erzeugte. Es gab sowohl eine Version des Deutschösterreichers Simon Stampfer als auch eine des Belgiers Joseph Plateau. Es macht sich die Stroboskopische Bewegung zunutze: eine Bewegungsillusion entsteht beim Betrachter, sobald Einzelbilder mit Unterbrechung und in ausreichender Geschwindigkeit aufeinanderfolgen.
1845 entwickelte der Artillerie-Ingenieur Franz von Uchatius den „Nebelbildapparat“, der die Funktionen beider Geräte miteinander verband, für die Projektion längerer Sequenzen allerdings noch ungeeignet war.
Um 1838 experimentierte der Engländer William Talbot mit Papier als Trägermaterial, das er durch Chlorsilber lichtempfindlich machte. Das nasse Papier musste mehr als zwei Stunden belichtet werden, bevor die Umrisse der Abbildung als Negativ erschienen, d. h., dass helle Stellen im Gegenstand dunkel wiedergegeben wurden und umgekehrt. Das Negativpapier konnte anschließend durch Wachs transparent gemacht werden, so dass nach Durchleuchtung und Schwärzung eines zweiten Chlorsilberpapiers das Positiv erschien. Die Erfindung wurde Photo Drawing oder auch Photo Graphics genannt, woraus der Name Fotografie entstand. Zu diesem Zeitpunkt waren bereits zwei wesentliche Bestandteile der modernen Fotografie entwickelt, nämlich das Negativ-Positiv-Verfahren und die Verwendung lichtempfindlicher chemischer Schichten auf Silberbasis.
Der Durchbruch in Richtung Film gelang im Jahr 1872 dem Fotografen Eadweard Muybridge, der erstmals Serienfotografien eines galoppierenden Pferdes anfertigte. Später erfand er auch ein Vorführgerät für seine Fotografien, das Zoopraxiskop. Ernst Kohlrausch fotografierte ab 1890 Turnübungen in Reihen mit einem selber gebauten Chronofotografen. Weitere von Muybridge inspirierte Erfindungen sind der Elektrische Schnellseher (Tachyskop) des deutschen Erfinders Ottomar Anschütz (1886/87) sowie die Chronofotografische Flinte des Franzosen Étienne-Jules Marey. Mareys wissenschaftlicher Assistent Georges Emile Joseph Démény meldete 1893 seinen Photochronographe zum Patent an, eine der praktischeren Erfindungen auf dem Gebiet.
Der Franzose Louis Le Prince entwickelte in Leeds, England, als Erster eine Filmkamera mit nur einem Objektiv. 1888 drehte er damit die ersten bewegten Bilder, die man aus heutiger Sicht als Film bezeichnen kann (Roundhay Garden Scene, Traffic Crossing Leeds Bridge).
Lichtstarke Objektive und verbesserte lichtstarke Schichten ermöglichten es, die Belichtungszeit weiter zu reduzieren. Eine weitere Revolution ergab sich 1888, als man Nitrozellulose verfügbar für flexible Schichtträger machte. Damit wurde die Fotografie massentauglich und George Eastman begann den Verkauf seiner Kodak-Box. Man konnte 15 Bilder pro Sekunde abspielen, womit ein neues Medium geboren wurde: Die Kinematographie oder Bewegungsaufzeichnung. Thomas Alva Edison und seinem Entwicklerteam gelang es, einen Abspielapparat zu entwickeln. So stellte Edison nach dem Aufzeichnungsgerät Kinetograph von 1891 einen Prototyp des Projektionsgerätes Kinetoskop vor. Der Filmstreifen wurde mit Hilfe einer Perforation (vier Löcher pro Bild) transportiert.

## Die Stummfilmzeit (1895 bis 1927)

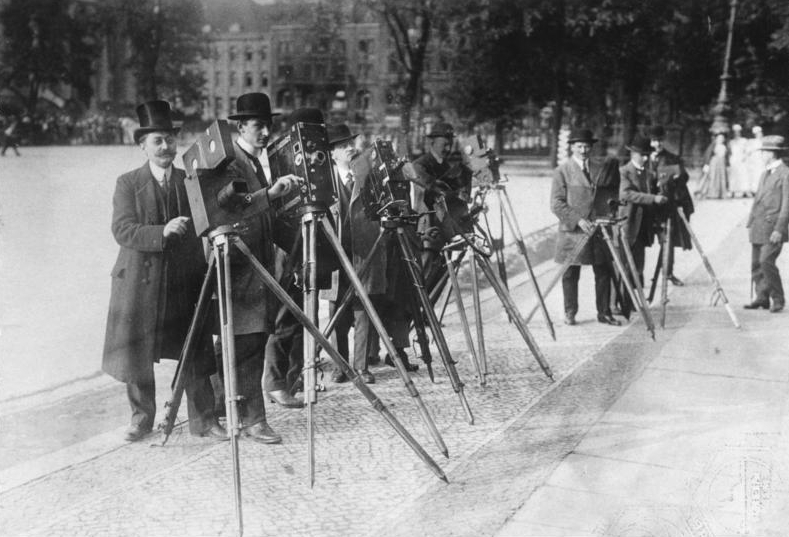
Kameramänner vor dem Berliner Stadtschloss, 1907

Am 1. November 1895 zeigten die Brüder Skladanowsky mit ihrem Projektor Bioskop im Rahmen eines Varieté-Programms im Berliner Wintergarten neun kurze Filme. Die etwa zehn Minuten lange Veranstaltung war in Europa die erste, bei der Filme vor einem zahlenden Publikum auf eine Leinwand projiziert wurden.
Die meist nur wenige Minuten langen Filme des ausgehenden 19. Jahrhunderts wurden publikumswirksam beispielsweise in Varieté-Theatern vorgeführt und waren in erster Linie der Mittelschicht vorbehalten. Oft war das Gezeigte eine schlichte Ablichtung von wiederkehrenden Geschehnissen aus dem Alltag dieser Zeit. Es gab aber auch schon erste Humor-Sequenzen, Vorläufer der später beliebten Slapstick-Szenen. Das Interesse an einer inszenierten bzw. dramaturgisch gestalteten Handlung wie in Theaterstücken kam erst langsam auf, denn die Faszination machte vor allem zunächst die vorgeführte technische Möglichkeit zur Herstellung der bewegten Bilder aus.
Laut Ulrich Schmidt gilt die Filmvorführung der Brüder Lumière am 28. Dezember 1895 in Paris als Geburtsstunde des Mediums Film. Die Lumières erfanden Filmtechnik, darunter den 35-mm-Cinématographe, der sowohl Aufnahme-, Kopier- als auch Wiedergabegerät war. Mit diesem Apparat erfolgte die angesprochene Präsentation ihres Filmrepertoires am 28. Dezember 1895 in einem Saal (Salon Indién) des „Grand Café“ nahe dem Place de l’Opéra und den Film »Ankunft eines Zuges« vorführten. Da die Brüder als Fabrikanten und Großbürger über das nötige Kapital und Kontakte zur Wirtschaft verfügten, aber auch durch den damals einzigartigen Vorteil, dass der von ihnen entwickelte Cinématographe die Funktionen von Kamera und Projektor in einem Gerät vereinte, konnte sich ihre Erfindung in den folgenden Jahren behaupten. Als weiterer Vorteil stellte sich die Geschäftspraktik heraus, dass die Apparate der Lumières bis 1897 nicht verkauft, sondern an Schausteller nur verliehen wurden. Diese sahen Filmvorführungen zuerst als Nebenerwerb an, konnten später aber als Wanderkinobetreiber sogar im Haupterwerb Filme präsentieren. Vor dem Ersten Weltkrieg sah sich das Kino heftigen Anfeindungen ausgesetzt. »Kaum einer, der ihn nicht in jenen Tagen verschmäht hat. Alles war gegen den Kintopp. Die Zensur und an ihrer Spitze der Fanatiker Karl Brunner, die Polizei, die Feuerwehr, die Presse, die Sprechbühne, der Klerus, die Lehrer, die Eltern. Der Künstler sagt, der Film wäre ein Attentat auf Nerven und Seele. Die Pädagogen nannten ihn einen Jugendvergifter. Die Moralisten hielten das Kino für den Treffpunkt zweifelhafter Existenzen, weil es noch viel zu sehr im Jahrmarktstrubel und in der Schaubudenmanier steckte.« Aber das Kino und Filmproduzenten erwiesen sich als lebenskräftig sowie respektlose Gesellen. Alles, was ihnen an tragischen und komischen Ideen in den Kopf kam, wurde vor die Kamera gebracht.
Da als erstes französische Filmgesellschaften das wirtschaftliche Potential des bewegten Bildes erkannt hatten, dominierten sie auch bis zum Ersten Weltkrieg den weltweiten Filmmarkt. Großbritannien, Italien, Deutschland, Dänemark und die Vereinigten Staaten konnten erst ab 1914 nennenswerte Marktanteile erobern.
Die Brüder Lumière sahen den Film nur als eine Ergänzung zur Fotografie – sie sprachen von „lebender Fotografie“ – und beschränkten sich in ihrer Arbeit auf die Dokumentation realer Ereignisse. Die Filmregisseurin und frühere Gaumont-Sekretärin Alice Guy-Blaché war die erste, die das narrative Potential des Films zu nutzen wusste. Mit ihrem Film La Fée aux Choux drehte sie 1896, noch vor Georges Méliès, den ersten erzählenden Kurzfilm. Der französische Illusionist und Theaterbesitzer Georges Méliès drehte ab 1896 ausschließlich inszenierte Filme und ist weitaus bekannter als seine Vorgängerin. Für die Umsetzung seiner weitgehend phantastischen Stoffe und Szenen entwickelte Méliès bereits Filmtricks, wie z. B. das Stop-Motion-Verfahren, die noch heute angewandt werden.
Als erster erzählender langer Film gilt der australische Film „Soldiers of the cross“ der Limelight Department Filmstudios. Er handelt von den teils sehr grausamen Geschichten früher Christen, die für ihren Glauben gekämpft haben und gestorben sind. Die Vorführung lief fast zweieinhalb Stunden und hatte ihre Premiere am 13. September 1901 in der Melbourne Town Hall.
Der Brite Arthur Melbourne-Cooper stellte die ersten erzählenden Filme in England her. George Albert Smith präsentierte 1901 mit The Little Doctor zum ersten Mal die Nahaufnahme einer Katze und legte dadurch einen Grundstein für filmisches Erzählen. Durch den Perspektivenwechsel, durch die Variation der Bildgrößen und folglich durch die Montage, die diese Wechsel in einen Rhythmus bringt, entwickelten sich in den folgenden Jahren die Grundzüge der Filmsprache. Als wegweisend für den erzählenden Film wird der 12-minütige Film Der große Eisenbahnraub (1903) von Edwin S. Porter angesehen. In diesem ersten Western wird ein Eisenbahnüberfall von der Durchführung über die Flucht bis hin zum Showdown geschildert.
Mit zunehmendem Anspruch des Publikums blieb es nicht aus, dass auch Literatur und Bühne dem jungen „Moloch“-Film ihren Obolus entrichten mussten. Balzac, Dautet, Defoe, Dumas, E.T.A. Hoffmann, Homer, Hugo, Merimee, Moliere, Prevost, Puschkin, Schiller, Shakespeare (er blieb bis heute der am meisten verfilmte Dramatiker) Sienkiewicz, Stevenson, Strindberg, Swift, Verne und viele andere wurden von den geschäftstüchtigen Produzenten schon vor 1908 »verarbeitet«.

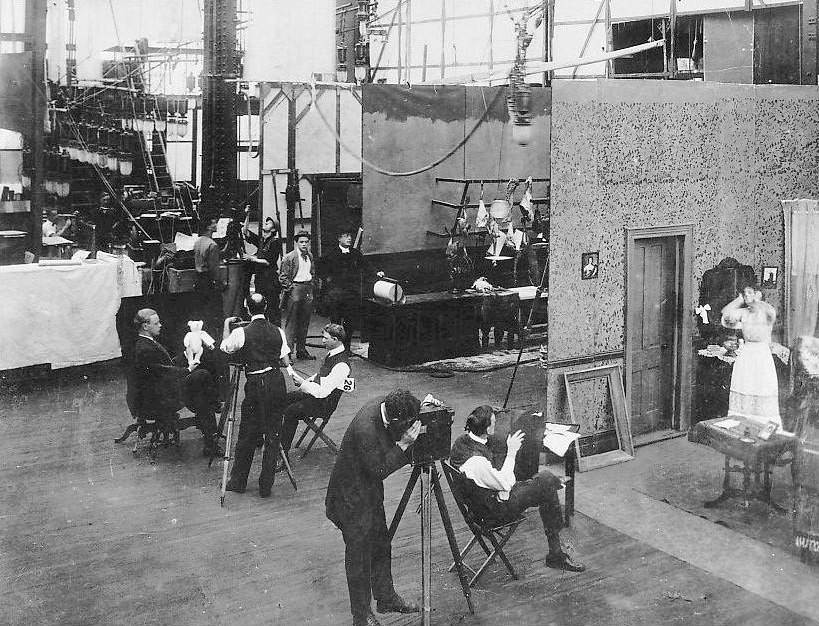
Dreharbeiten in den New-Yorker Edison Studios, ca. 1907

Ab 1910 ließen sich in Hollywood mehrere Filmschaffende nieder (unter ihnen William Fox, Samuel Goldwyn, Carl Laemmle und Adolph Zukor) und schufen die Basis für die spätere „Traumfabrik“. Gründe für die Wahl Kaliforniens waren unter anderem die große Entfernung von den brancheninternen Revierkämpfen an der Ostküste und das sonnige Wetter: Aufgrund des relativ lichtunempfindlichen Filmmaterials und des damaligen Standes der Lichttechnik (Glühlampe) war Tageslicht die wichtigste Beleuchtungsquelle beim Dreh. Auch die „Kunst des Erzählens“ wurde in den 1910er Jahren perfektioniert, auch außerhalb der Vereinigten Staaten. Italienische Monumentalfilme wie etwa Cabiria (1914) setzten Maßstäbe in Sachen Produktionsaufwand. Bekannter und einflussreicher sind jedoch die Filme des Amerikaners D. W. Griffith, aus denen Die Geburt einer Nation (1915) und Intoleranz (1916) als Meilensteine herausragen.

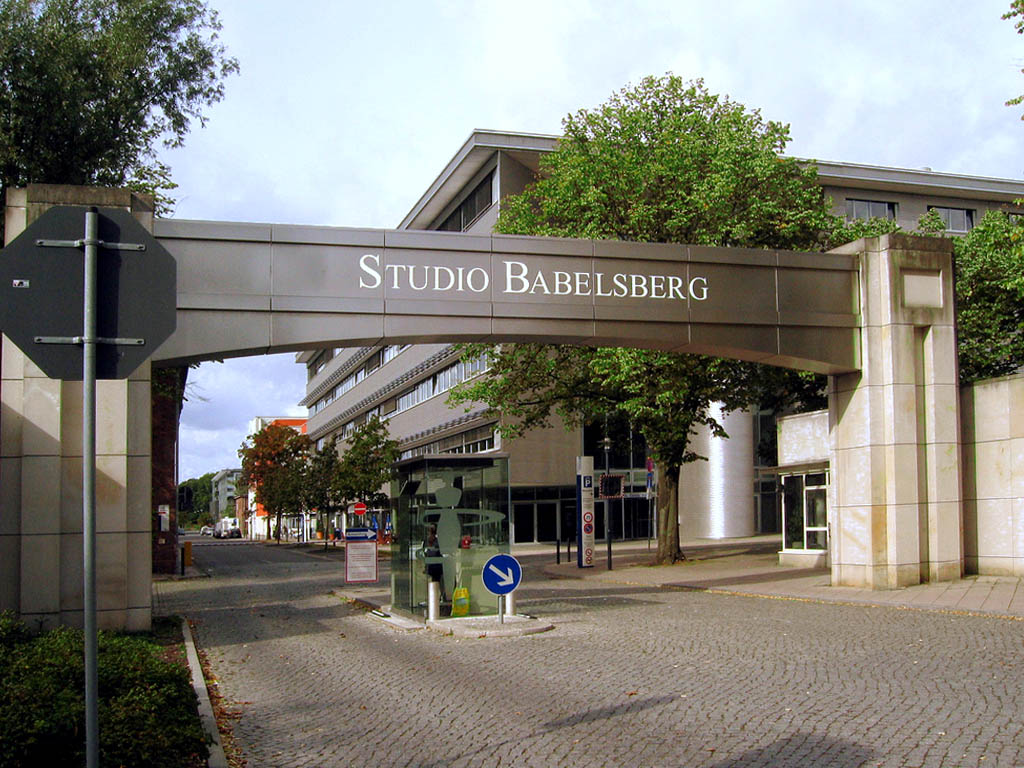
Das Studio Babelsberg in Potsdam bei Berlin wurde 1912 gegründet und war damit das erste große Filmstudio der Welt – und ein Vorläufer zu Hollywood. Es produziert noch immer regelmäßig Blockbuster-Filme.

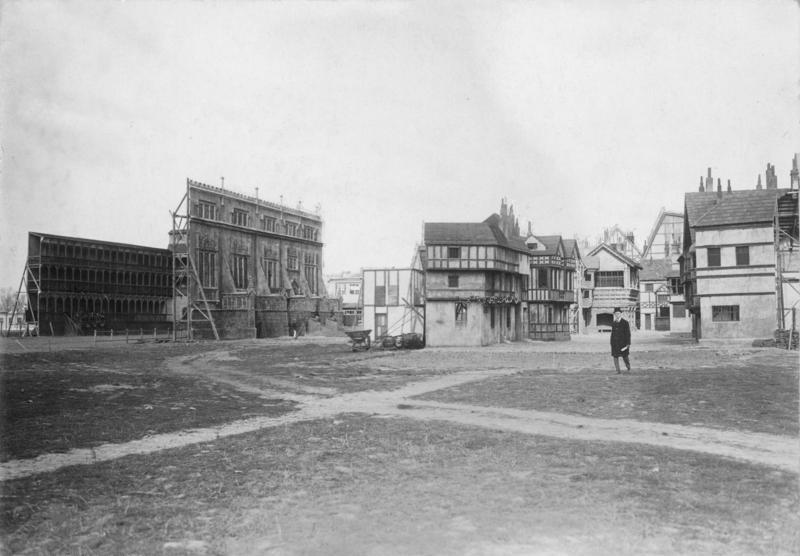
Filmgelände der UFA in Berlin-Tempelhof, 1920

Der Erste Weltkrieg isolierte die Filmwirtschaften der beiden Bündnissysteme voneinander und beanspruchte Rohstoffe, die auch zur Filmherstellung notwendig waren, was für das international orientierte und produktionsstarke Frankreich einen schweren Rückschlag bedeutete. Für andere Länder wiederum, wie etwa Österreich oder Deutschland, bedeutete der Erste Weltkrieg eine Entledigung von der bis dahin so starken ausländischen Konkurrenz. In Deutschland wurden im Dezember 1917 (knapp ein Jahr vor dem Ende des Ersten Weltkriegs) die UFA-Studios gegründet, die ursprünglich als Propagandainstrument geplant waren. Sie entwickelten sich bald zu einer der weltweit wichtigsten Produktionsstätten von Filmen in den 1920er Jahren. Zugleich konnte sich die Filmwirtschaft im von den Kriegsschauplätzen weit entfernten Hollywood immer mehr entfalten, wodurch die US-amerikanische Filmindustrie nach dem Ersten Weltkrieg die Vormachtstellung Frankreichs ablösen konnte. Dies führte Mitte der 1920er Jahre so weit, dass die europäischen Länder Importbeschränkungen erließen, um die eigene Filmwirtschaft vor der US-amerikanischen Filmflut und somit vor dem Untergang zu retten.
Sehr beliebt beim Publikum waren Slapstick-Komödien, deren bekanntester Vertreter, Charlie Chaplin, ab 1914 mit Kurzfilmen großen Erfolg hatte. Mit The Kid (1921) drehte er seinen ersten abendfüllenden Film. Auch Buster Keaton war ein Star des Slapsticks und wegen seiner sparsamen Mimik bekannt. Sehr erfolgreich war Harold Lloyd, der einen Durchschnittsamerikaner mit Hornbrille und kreisrundem Strohhut als Filmfigur entwickelte und in seinen Filmen oft atemberaubende Stunts an Wolkenkratzern zeigte. Auch Harry Langdon zählte zu den Stars des Stummfilmslapsticks.
Dagegen zeigte Fritz Lang mit Metropolis einen zunächst an den Kinokassen floppenden Monumentalfilm (entstanden 1925 bis 1926, Weltdokumentenerbe der UNESCO). Ab 1926 arbeitete das Duo Laurel & Hardy zusammen und wurde rasch sehr populär. Charlie Chaplin ließ seine Trampfigur bis weit in die Tonfilmzeit hinein zunächst nicht sprechen (Lichter der Großstadt, 1931 und Moderne Zeiten, 1936) und brachte erst 1940 mit Der große Diktator einen reinen Sprechfilm heraus; Keaton dagegen war bereits 1929 in einem Tonfilm zu hören. Seine bis 1933 bei der Metro-Goldwyn-Mayer entstandenen Spielfilme mögen künstlerisch nicht mehr so gehaltvoll gewesen sein wie seine Stummfilme, waren aber finanziell sehr erfolgreich. Auch Harold Lloyd bewies mit Filmen wie Feet First (1930) oder Movie Crazy (1932), dass seine Stimme tonfilmtauglich war. Harry Langdons Stern begann noch während der Stummfilmzeit zu sinken, Laurel & Hardy hingegen steigerten ihre Beliebtheit in der Tonfilmära und blieben bis Anfang der 1950er Jahre im Filmgeschäft.
In Europa bestand seit den 1910er Jahren ein besonderes Interesse am kunstvollen Film. Daraus entwickelte sich Schritt für Schritt die Avantgarde des Stummfilms. Der deutsche und österreichische Film dieser Zeit entwickelte eine besondere Ästhetik, die sich an der expressionistischen Malerei orientierte. Als erster expressionistischer Film gilt Das Cabinet des Dr. Caligari (1919) von Robert Wiene. Metropolis von Fritz Lang (1925/27) am Ausgang dieser Epoche gilt als Klassiker der expressionistischen Filmkunst mit mythischen Zügen eines Monumentalfilms und kühnen Spezialeffekten.
Die russische Avantgarde zählte Künstler wie Sergej Eisenstein in ihren Reihen, der die Montagetechnik maßgeblich beeinflusste. Er entwarf das Konzept der „Montage der Attraktionen“, eine Art der Montage, bei der die einzelnen Einstellungen so aneinandergefügt werden, dass dem Betrachter der Inhalt schockartig vermittelt wird. Sein bekanntester Film, Panzerkreuzer Potemkin (1925), erzählt von einem Aufstand auf dem gleichnamigen Schiff und der Konfrontation der Meuterer mit der russischen Armee in Odessa. Einige Szenen aus diesem Film, darunter die Treppenszene in Odessa, gehören zu den meistzitierten in der Filmgeschichte.

## Sprechende Bilder und die klassische Hollywood-Ära (1927 bis 1945)

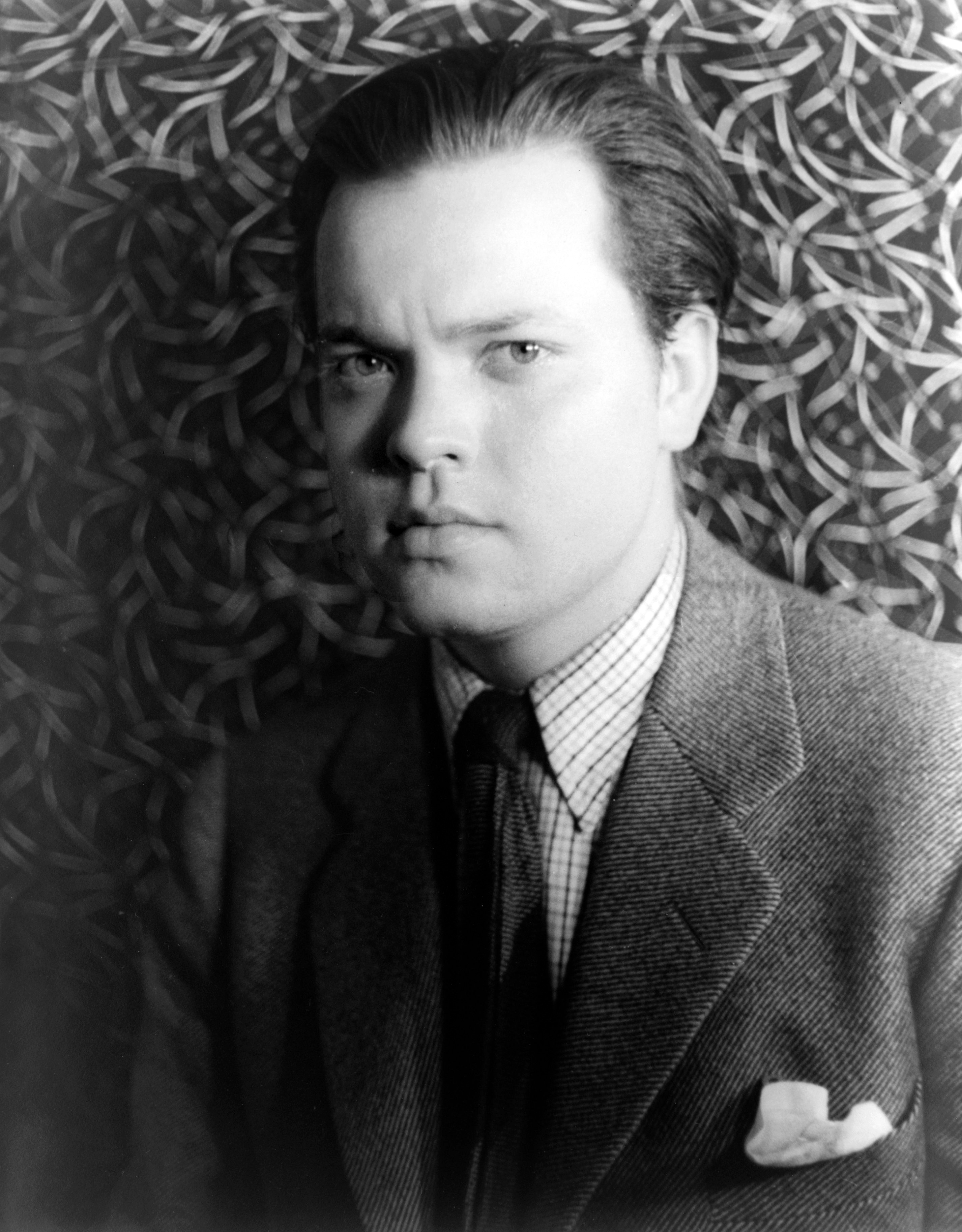
Orson Welles

Die Ära des Tonfilms wurde 1927 in den USA mit Der Jazzsänger eingeleitet. Seitdem wurde die amerikanische Filmproduktion sehr rasch und konsequent auf Ton umgestellt, und auch die weltweite Filmindustrie zog binnen weniger Jahre mit. Dies hatte zunächst zur Folge, dass die frühen Tonfilme gegenüber den bis dato stilistisch weit entwickelten Stummfilmen an Qualität einbüßten. Während amerikanische Filmexporte früher einfach mit Untertiteln versehen wurden, drehte man viele Filme, so genannte Versionenfilme, gleich in mehrfacher Ausführung – in anderen Sprachen und zwangsläufig auch mit komplett anderer Besetzung. Die Synchronisation war bei den ersten Tonfilmen aus technischen Gründen noch nicht möglich. Den weltweiten Markt für Tonaufnahme und -abspielgeräte teilten sich 1930 die beiden größten derartigen Unternehmen, Western Electric und Küchenmeister-Tobis-Klangfilm-Gruppe, im Pariser Tonfilmfrieden auf.
Im Jahr 1929 erfand Dsiga Wertow mit der Produktion des experimentellen sowjet-ukrainischen Dokumentarfilms Der Mann mit der Kamera eine Vielzahl von Filmtechniken bzw. setzte diese erstmals ein oder entwickelte sie entscheidend weiter. Dazu zählen Mehrfachbelichtung, Zeitlupe und Zeitraffer, Freeze Frame, Match Cut, Jump Cut, Split Screen, Dutch Angle, Detailaufnahme, Kamerafahrt, rückwärts abgespieltes Filmmaterial, Stop-Motion-Animation und selbstreflexive Einstellungen sowie das allgemeine reflexive Konzept.
Der Tonfilm unterstützte in den 1930er Jahren die Ausprägung einiger neuer Genres: Musicals wie Die 42. Straße (1933), Gangsterfilme wie Scarface (1932), Horrorfilme wie Frankenstein (1931) und Screwball-Komödien wie Es geschah in einer Nacht (1934) hielten Einzug in die Kinos.
Ab 1933, verstärkt jedoch ab Beginn des Zweiten Weltkriegs und der Expansion Nazideutschlands auf immer weitere Teile Europas, setzte eine Emigrationswelle von zumeist jüdischen Filmschaffenden aus Europa ein. Waren deren Auswanderungsziele zu Beginn noch häufig europäische Städte mit Filmindustrie wie Wien, Paris oder London, kristallisierte sich bald die aufstrebende Filmindustrie Hollywoods als begehrtestes und vielversprechendstes Ziel der Emigranten heraus – verstärkt durch gezieltes Anwerben europäischer Filmgrößen durch Hollywood-Studiobosse. Insgesamt verlor Europa während des Nationalsozialismus rund 2.000 deutschsprachige, jüdische Filmschaffende an das Ausland, darunter fast die gesamte Elite des deutschsprachigen Filmschaffens. Rund 800 davon gelangten nach Hollywood. Vielen gelang dort eine ruhmvolle Karriere, viele scheiterten jedoch auch an den neuen Verhältnissen.
Um 1939 herum erreichte das klassische Hollywoodkino seinen Zenit. Typisch für die Klassiker jener Zeit war, dass sie zumeist ein fantasievolles Bild von Glück und Hoffnung zeichneten – ein Merkmal dessen ist auch das obligatorische „Happy End“. Als Ablenkung von dem grauen Alltag (die amerikanische Wirtschaft erreichte in den 1930ern einen Tiefpunkt) waren die Hollywood-Filme vielen Menschen willkommen. Daher brachte die so genannte „goldene Ära“ des Kinos eine Vielzahl von Blockbustern hervor, z. B. Vom Winde verweht (1939). Mit Beginn der 1940er Jahre lässt sich in den USA jedoch auch eine Tendenz zum Realismus ausmachen, bestes Beispiel dafür ist Orson Welles’ Citizen Kane.

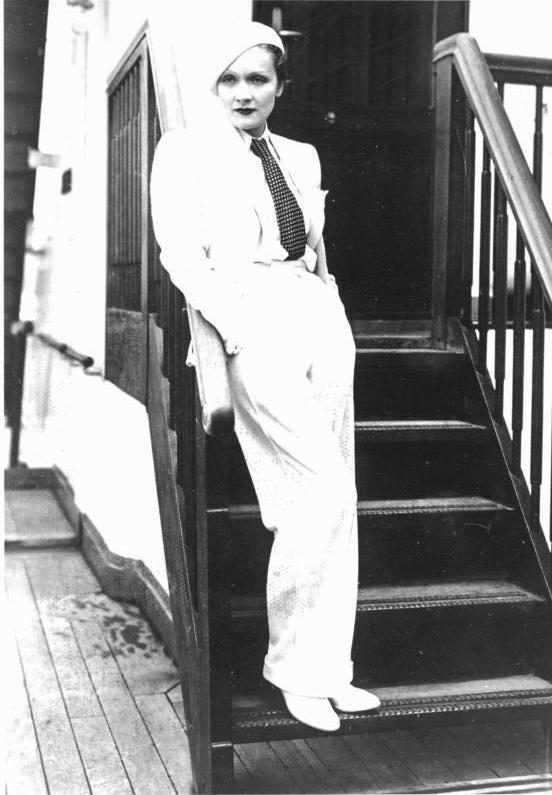
Marlene Dietrich, 1933

In dieser Zeit stärkte das amerikanische Studiosystem seine Macht in der Filmindustrie. Die arbeitsteilige, profitorientierte Produktion, bei der alle Beteiligten unter der Schirmherrschaft des Produzenten standen, engte ambitionierte Regisseure und andere Filmschaffende massiv ein. Stars mit ihren jeweiligen festen Genres, wie John Wayne im Western, Cary Grant in Komödien oder Errol Flynn in Abenteuerfilmen wurden zu Hauptprodukten und Aushängeschildern der Studios – dementsprechend trat die Handlung eines Films oft weit in den Hintergrund. Ein Merkmal jener Zeit sind auch die so genannten Double Features, bei denen nach einem Hauptfilm noch ein B-Film gezeigt wurde – in diesen billig produzierten B-Filmen bestand lange Zeit die einzige Existenzmöglichkeit für individuelle Filmemacher.
Nach Eintritt der USA in den Zweiten Weltkrieg wurde ein Großteil der amerikanischen Produktion mit Filmen wie Hitchcocks Das Rettungsboot (1943) oder Casablanca (1942) auf antifaschistische Themen umgestellt. An dieser beteiligte sich selbst Walt Disney mit Der Fuehrer’s Face (1943).
In Europa ging der „sprechende Film“ hingegen andere Wege. Deutschland befand sich in den frühen 1930er Jahren in der Zeit der Neuen Sachlichkeit, weshalb der so berühmt gewordene expressionistische Film sein Ende fand. Große Erfolge feierte der Film Der blaue Engel (1930), der Marlene Dietrich zum Star werden ließ. Deutsche Tonfilme enthielten zunehmend sozialkritische Elemente, siehe z. B. M (1931). Als Ursache dafür muss das Aufkommen des Nationalsozialismus gesehen werden.
Frankreich brachte eine Reihe von Filmen wie Hafen im Nebel (1938) und Kinder des Olymp (1943/45) von Marcel Carné oder Die große Illusion (1937) von Jean Renoir hervor, die man heute dem Poetischen Realismus zuschreibt.

## Entwicklungen des Nachkriegsfilms (1945 bis etwa 1960)
Während die amerikanische Filmproduktion weitgehend ihren gewohnten Gang lief, stand der europäische Film vor einem Neuanfang.
Die ersten europäischen Nachkriegsfilme entstanden in Italien unter Regisseuren wie Roberto Rossellini, Luchino Visconti oder Federico Fellini; der sogenannte Neorealismus wurde vor allem vom Poetischen Realismus beeinflusst und galt unter anderem als Antwort auf den Faschismus. Eine enge Verbindung bestand auch zu deutschen Trümmerfilmen, wie z. B. in Rosselinis Deutschland im Jahre Null (1948). Die Filme waren aus Gründen des Materialmangels so minimalistisch, dass sie auf sämtliche Effekte verzichteten und oft sogar von Laiendarstellern gespielt wurden. Sie behandelten das Leben der kleinen Bürger in der Nachkriegszeit, wie z. B. Vittorio De Sicas Fahrraddiebe (1948) oder Giuseppe De Santis Bitterer Reis (1949) oder aber die Erfahrungen des Krieges selbst, wie in Rosellinis Rom, offene Stadt (1945).
Der schwedische Film erreicht mit Arne Sucksdorffs Menschen in der Stadt (1948) und vor allem Ingmar Bergmans Das Lächeln einer Sommernacht (1956) internationale Erfolge. In Frankreich werden, neben Werken wie Tatis Schützenfest (1947) von Jacques Tati, hauptsächlich Filme mit alternden Darstellern wie Jean Gabin oder Jean Marais gedreht, die allerdings auf kein großes Interesse stoßen.

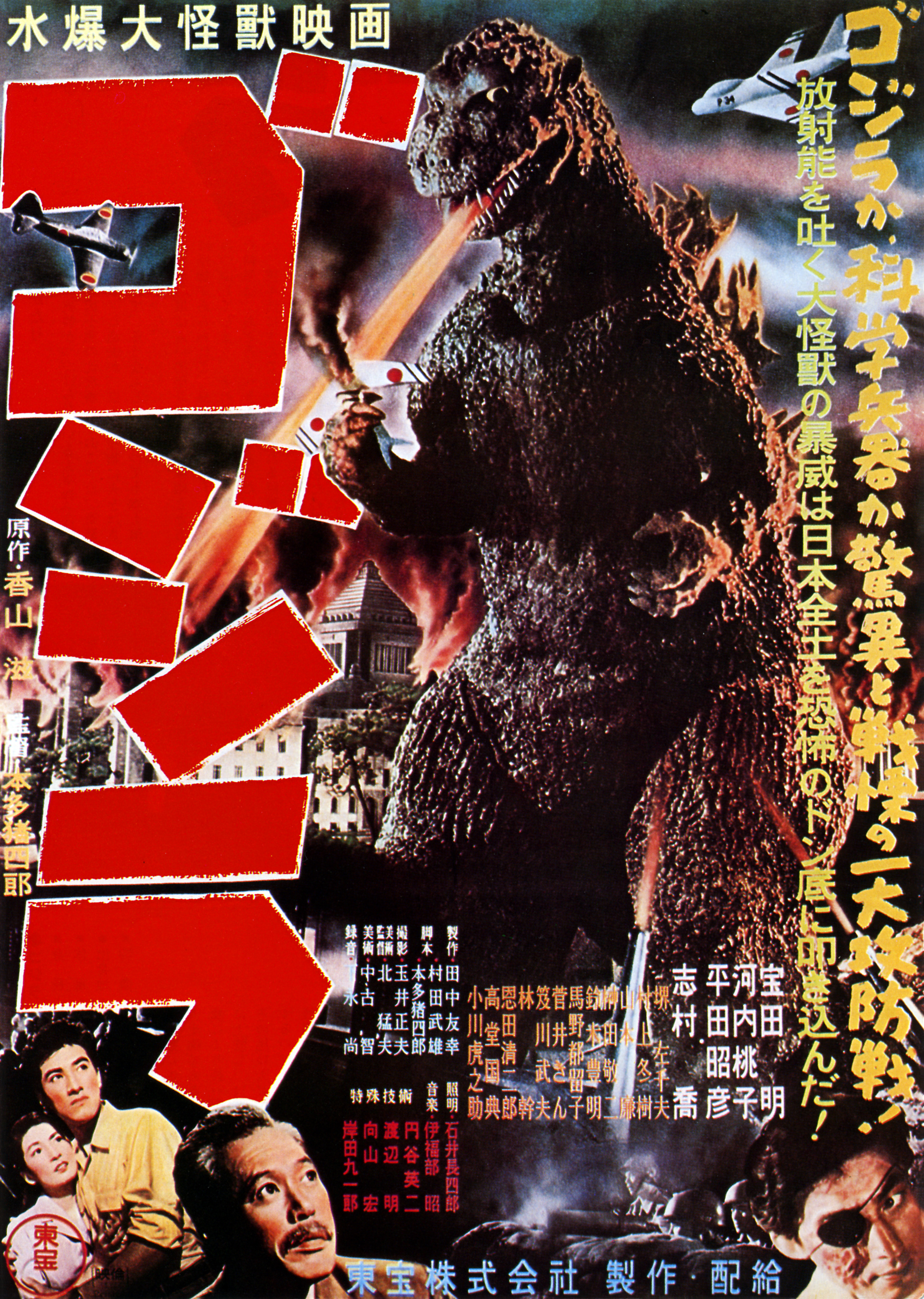
Godzilla von Ishirō Honda

Nach Ende des Zweiten Weltkrieges beginnt auch die große Zeit des asiatischen Kinos, vor allem in Japan und Indien. Yasujiro Ozu und Akira Kurosawa machen das Japanische Kino mit Tokyo Story (1953) und Rashomon (1950) weltweit bekannt und mit Die sieben Samurai (1954) und Satyajit Rays Apu-Trilogie (1950–1959) entstehen weltweit einflussreiche Filme.
Die europäischen Stilrichtungen blieben nicht ohne Auswirkung auf den amerikanischen Film: Das Genre des Film noir, der mit John Hustons Die Spur des Falken (1941) begann, übernahm Elemente des Neorealismus und Expressionismus aus Werken wie Fritz Langs Blinde Wut (1936) und aus den Filmen des poetischen Realismus wie Im Dunkel von Algier (1936). Während der McCarthy-Ära der frühen 1950er Jahre wurden viele Filmschaffende, wie die Hollywood Ten in den USA aufgrund vorgeblich kommunistischer Inhalte in ihren Filmen verfolgt, wodurch die Qualität der allgemeinen Filmproduktion litt. Unter dem Eindruck des Kalten Krieges entstanden in großer Zahl Sciencefiction-Filme. Sie handelten meist von Invasionen Außerirdischer, z. B. Der Tag, an dem die Erde stillstand (1951), The Body Snatchers (1956), Formicula (1954) oder die Verfilmung von H. G. Wells’ Kampf der Welten (1953).
Ein weiterer Einschnitt in die amerikanische und weltweite Filmgeschichte ist die Verbreitung des Fernsehens, das eine ernsthafte Konkurrenz für das Kino darstellte. Als Konsequenz musste sich das Kino weiterentwickeln, um länger das Publikum anziehen zu können. So wurden eine Vielzahl technischer Neuerungen eingeführt, die das Kinoerlebnis attraktiver machen sollten. Die Entwicklung des Breitwandformats mit Verfahren wie Vistavision, Cinemascope oder Cinerama führte zu einer Renaissance der Monumental- bzw. Sandalenfilme, wie Ben Hur (1959), Quo vadis? (1951) oder Die zehn Gebote (1956). Andere technische Neuerungen, wie z. B. 3D-Filme, konnten sich auf Dauer jedoch nicht durchsetzen. All das konnte allerdings nicht verhindern, dass das Kino eine jahrelange Rezession erfahren musste.
Die finanzielle Krise erforderte einen grundlegenden Strukturwandel der Filmindustrie. Wegen Verstoßes gegen den Sherman Anti-Trust Act wurde das monopolistische Agieren der großen Studios Warner Bros., MGM, 20th Century Fox, RKO Pictures und Paramount Pictures unterbunden. Das Verbot des Blocksystems und 1950 das Verbot für die Gesellschaften, selbst Kinoketten zu betreiben, führten letztlich zum Ende des amerikanischen Studiosystems. Immer mehr Filme wurden mit niedrigen Budgets und unabhängig produziert. Die Internationalisierung des Kinos durch Im- und Exporte weltweit schuf ein neues, vielfältigeres Spektrum an Filmen. Neben Filmen in der Tradition des klassischen Hollywood wie Zwölf Uhr mittags (1952), Singin’ in the Rain (1952) oder Manche mögen’s heiß (1959), gab es eine neue Orientierung am jugendlichen Publikum. Mit dem Aufkommen der Beat Generation und des Rock ’n’ Roll lockten Helden wie James Dean in … denn sie wissen nicht, was sie tun (1955) oder Marlon Brando in Endstation Sehnsucht (1951) junge Menschen und boten ihnen ein Identifikationspotenzial. Autokinos waren bei der Jugend, nicht zuletzt wegen der Love Lane, beliebt und erreichten in den 1950er und 1960er Jahren ihre größte Popularität.

## Neue Wellen (1960er und 1970er Jahre)
| Rang           | Land           | Anzahl |
| -------------- | -------------- | ------ |
| 1.             | Indien         | 471    |
| 2.             | Japan          | 333    |
| 3.             | USA            | 258    |
| 4.             | Italien        | 230    |
| 5.             | Frankreich     | 222    |
| …              | Deutschland    | 73     |
| …              | Schweiz        | 15     |
| …              | Österreich     | 6      |
| Weltproduktion | Weltproduktion | 3.692  |

Die 1960er Jahre waren die Zeit des Niedergangs des Golden Age of Hollywood. Die Abschaffung des Hays Code markiert das Ende des klassischen Hollywoodkinos, das mit seinen bewährten Rezepten zunehmend in die Krise geriet. Berühmte Regisseure wie Alfred Hitchcock oder John Ford hatten ihr Hauptwerk abgeschlossen, und die legendären Golden-Age-Stars kamen in die Jahre. Die großen Studios wurden von alten Männern wie Jack Warner geleitet, die teils seit der Stummfilmzeit ihren Posten bekleideten und keinen Kontakt mehr mit der gesellschaftlichen Realität hatten. Immer mehr Filme wurden am Publikum vorbei produziert, und in einem verzweifelten Versuch, ihre Zuschauer zurückzugewinnen, pumpten die Studios Mitte der 1960er Jahre enorme Summen in künstlerisch weniger bedeutende Monumentalfilme und Musicals.
In dieser Zeit entwickeln sich in Europa neue kreative Filmströmungen. Dort bekam der Regisseur eine zunehmende Bedeutung und wurde zunehmend auch als Drehbuchautor bedeutsam. Dies war bis auf wenige Ausnahmen (Ernst Lubitsch, Billy Wilder, Otto Preminger, Alfred Hitchcock) im Hollywoodkino der 1950er und frühen 1960er Jahre nicht der Fall.

François Truffaut und Claude Jade, die Ende der 1960er mit Geraubte Küsse den Übergang vom formalen Experiment zur Neuen Qualität drehten, bei der Vorpremiere zu ihrem dritten gemeinsamen Film, Liebe auf der Flucht, 1979

Die französische Nouvelle Vague beginnt als Epoche des Autorenfilms in den späten 1950er Jahren mit Sie küssten und sie schlugen ihn (1959) von François Truffaut. Die Filme dieser Epoche basieren auf der Theorie der politique des auteurs, die von einer Gruppe von Kritikern, die für die Filmzeitschrift Cahiers du cinéma schrieben, entwickelt wurde. Sie forderten eine klare künstlerische Autonomie für den Regisseur und richten sich gegen die tradition de la qualité des französischen Kinos. Zu diesen Kritikern gehörten neben Truffaut auch Claude Chabrol, Éric Rohmer, Jacques Rivette und Jean-Luc Godard, der 1960 mit Außer Atem (nach einem Skript von Truffaut) debütierte. Zu den großen Publikumserfolgen zählen Truffauts Jules und Jim (1962) und Geraubte Küsse (1968) sowie Godards Elf Uhr nachts (1965). Mit dieser Neuen Welle und den Regisseuren Truffaut, Godard, Chabrol und Jacques Demy kommt eine junge Generation von Schauspielern wie Jean-Paul Belmondo, Jean-Pierre Léaud, Catherine Deneuve, Brigitte Bardot, Anna Karina, Françoise Dorléac, Claude Jade und Stéphane Audran zu den bereits etablierten Stars des Französischen und internationalen Kinos.
Die englische Parallele zur Nouvelle Vague stellt in gewisser Weise das Free Cinema dar, das in den frühen 1960er Jahren Konjunktur hatte. Die Filme erzählten meist Geschichten aus der englischen Arbeiterklasse und machten so auf soziale Missstände aufmerksam. Bekannt geworden sind vor allem Verfilmungen des Autors Alan Sillitoe. Die Pendants zu den neuen Stars in Frankreich sind mit dem Free Cinema in Großbritannien Albert Finney, Rita Tushingham, Tom Courtenay, Rachel Roberts, David Warner, Alan Bates und Julie Christie.
Auch in Lateinamerika erwuchs ein neuer Filmstil, der seinen Ursprung in dem Kampf der Bevölkerung gegen politische und wirtschaftliche Unterdrückung hatte, das so genannte Cinema Novo. Kunstschaffende verstanden sich in den 1960er Jahren oft als politische Akteure, und so entstanden nicht nur in Lateinamerika eine Reihe von politisch relevanten Filmen: In vielen osteuropäischen Ländern erhoben sich Filmemacher gegen die diktatorischen Regimes.
Der deutsche Film wurde ebenfalls revolutioniert: Eine Gruppe junger Filmemacher verschrieb sich stilistischen und inhaltlichen Neuerungen im Film. Zum einen wurden althergebrachte Stilkonventionen über den Haufen geworfen, zum anderen behandelten die neuen Filme oft politisch brisante Themen. Einflussreiche Regisseure des Neuen Deutschen Films waren Werner Herzog, Volker Schlöndorff, Wim Wenders, Hans-Jürgen Syberberg Hans W. Geißendörfer und Rainer Werner Fassbinder. Die deutschen Stars des Heimatfilms und anspruchslosen Unterhaltungskinos werden ersetzt: Auch in Deutschland etablieren sich mit Angela Winkler oder Bruno Ganz neue Schauspieler. Die deutschen Regisseure besetzen auch wiederholt Stars der Nouvelle Vague, so spielt Anna Karina bei Schlöndorff neben Free Cinema-Ikone David Warner in Michael Kohlhaas – der Rebell und bei Geißendörfer neben Gottfried John in Carlos, Charles Aznavour aus Truffauts Schießen Sie auf den Pianisten bei Geißendörfer (Der Zauberberg) und Schlöndorff (Die Blechtrommel). Geißendörfer besetzt auch die Nouvelle-Vague-Ikone Jean Seberg für Die Wildente.
Die französische „Nouvelle Vague“ beeinflusst zudem das Kino in der Tschechoslowakei, Polen und Japan, wo ebenfalls neue Strömungen entstehen. Der Pole Roman Polanski (Messer im Wasser) geht nach Frankreich und Großbritannien, wo er mit dem Autor Gérard Brach ebenso arbeitet wie mit den Nouvelle Vague-Schwestern Catherine Deneuve (Ekel) und Françoise Dorléac (Wenn Katelbach kommt) arbeitet, der Tscheche Miloš Forman (Die Liebe einer Blondine) wird später Teil des New Hollywood (Einer flog über das Kuckucksnest).

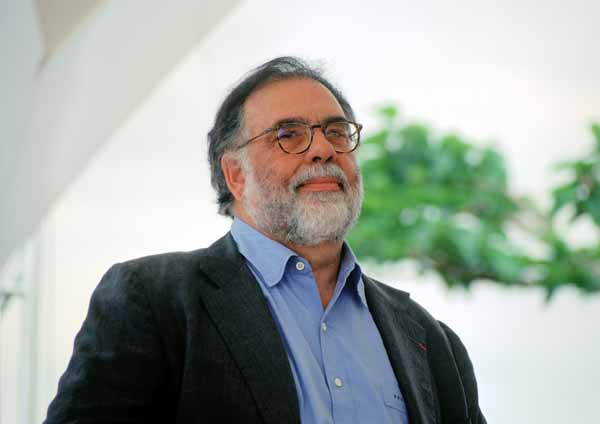
Francis Ford Coppola bei den Internationalen Filmfestspielen von Cannes, 2001

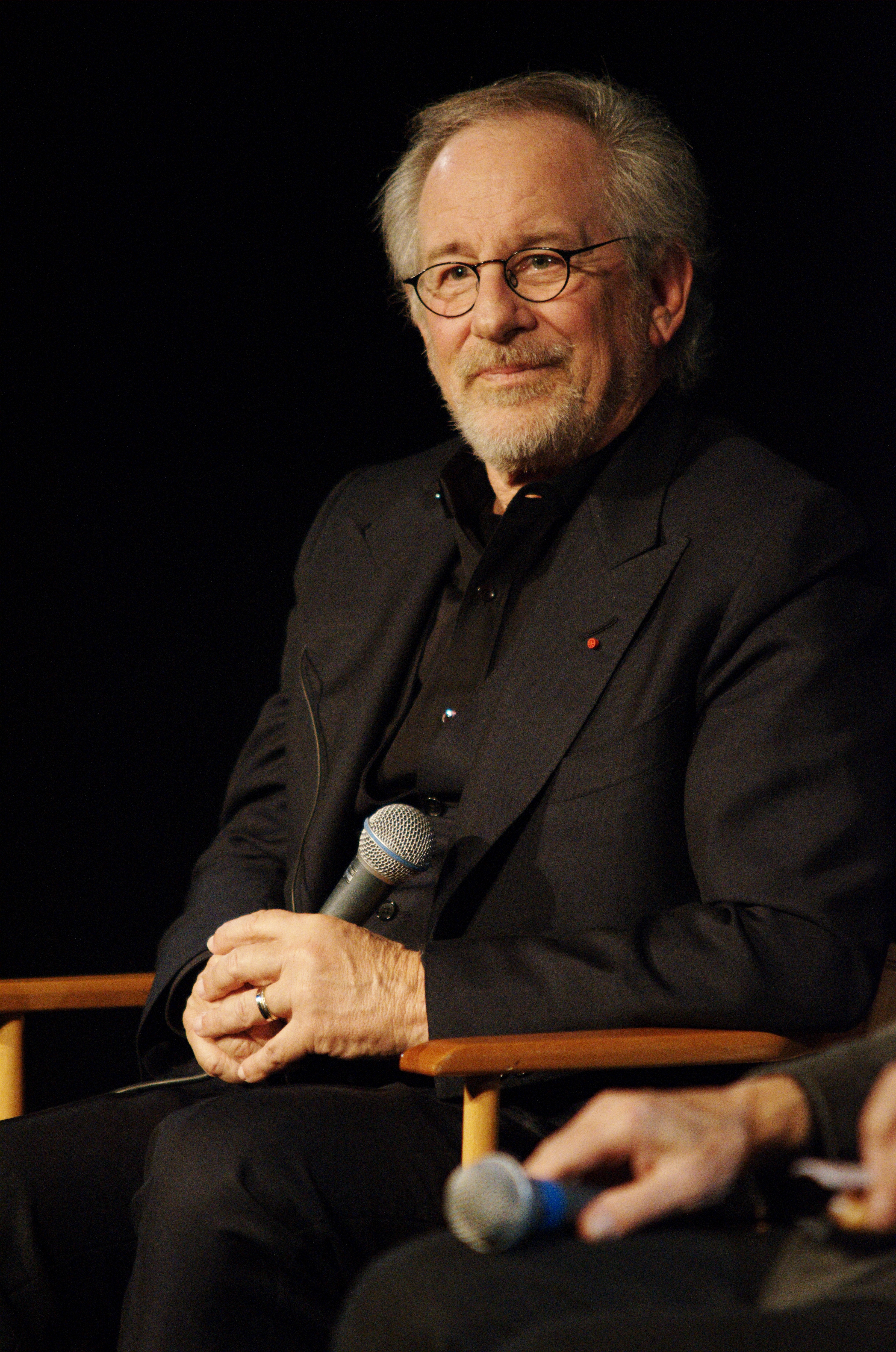
Steven Spielberg (Bedeutender Filmregisseur der 70er, 80er, 90er und der Gegenwart.)

Der US-amerikanische Film folgte, wenn auch etwas später, dieser Epoche der Erneuerung mit dem New-Hollywood-Kino. Als Startpunkt dieser Epoche gelten Arthur Penns Bonnie und Clyde (1967) und Mike Nichols’ Die Reifeprüfung (1967). Einen weiteren Einschnitt markiert das Jahr 1971 mit den Filmen A Clockwork Orange, The French Connection und Dirty Harry. Das amerikanische Kino wird politischer, gesellschaftskritischer und Regisseure wie Martin Scorsese und Francis Ford Coppola beschäftigten sich zunehmend mit gesellschaftlichen Realitäten wie Sex und Gewalt. Auch das Horrorgenre findet Ansturm mit den Filmen Der Exorzist (1973), Blutgericht in Texas (1974), Carrie des Satans jüngste Tochter (1976), Zombie (1978) und Halloween – Die Nacht des Grauens (1978). Gerade John Carpenters Low Budget Horrorfilm Halloween war Auslöser der Slasherfilme in den 80ern und 90ern mit zahlreichen erfolgreichen Nachahmern.
Nachdem die Budgets nach den Erfolgen von Filmen wie Coppolas Der Pate (1972) oder Scorseses Taxi Driver (1976) immer größer wurden, fand das New Hollywood mit Werken wie Heaven’s Gate (1980) oder Apocalypse Now (1979) sein Ende.
Wichtige Filme der 1960er Jahre: Psycho – Frühstück bei Tiffany – Jules und Jim – Die Vögel – Lawrence von Arabien – Geraubte Küsse – Spartacus – Dr. Seltsam oder wie ich lernte die Bombe zu lieben – 2001: Odyssee im Weltraum – Spiel mir das Lied vom Tod – Tanz der Vampire – James Bond – 007 jagt Dr. No – Für eine Handvoll Dollar – Der eiskalte Engel.
Wichtige Filme der 1970er Jahre: Einer flog über das Kuckucksnest – Tisch und Bett – Apocalypse Now – Saturday Night Fever – Eine Frau unter Einfluss – Krieg der Sterne – Die amerikanische Nacht – Der letzte Tango in Paris – Der Weiße Hai – Aguirre, der Zorn Gottes – Unheimliche Begegnung der dritten Art.

## Zwischen Hochglanz und Anspruch (1980er und 1990er Jahre)
| Rang           | Land           | Anzahl |
| -------------- | -------------- | ------ |
| 1.             | Indien         | 905    |
| 2.             | USA            | 356    |
| 3.             | Japan          | 319    |
| 4.             | Türkei         | 185    |
| 5.             | Philippinen    | 158    |
| …              | Deutschland    | 64     |
| …              | Schweiz        | 44     |
| …              | Österreich     | 12     |
| Weltproduktion | Weltproduktion | 4.202  |

Nachdem die Verbreitung von Videorekordern ab Mitte der 70er zunahm und von der Filmindustrie anfangs stark misstrauisch begegnet wurde, zeigten sich später ihre Vorteile. Über die Vermarktung von Videokassetten konnten sich Produktionen rechnen, denen im Kino der Erfolg fehlte. Andererseits versuchte man an die Erfolge von Blockbustern wie Der weiße Hai (1975) und Krieg der Sterne (1977) anzuknüpfen. Im Musikbereich wurde das Musikvideo ein wichtiges Vermarktungsinstrument und gleichzeitig kreativer Impulsgeber für Kinoproduktionen und beeinflusste Produzenten wie Don Simpson mit Filmen wie Flashdance (1983), Beverly Hills Cop oder Top Gun (1986). Vor allem die Produzenten und Regisseure George Lucas und Steven Spielberg prägten das Jahrzehnt mit Filmreihen wie Indiana Jones und Star Wars. In England konnte der Produzent David Puttnam mit den Filmen Die Stunde des Siegers (1981), Gandhi (1982), The Killing Fields (1984) und Zimmer mit Aussicht (1985) Erfolge verbuchen. In Frankreich entstehen von Manierismus geprägte Hochglanz-Filme in Werbevideo-Ästhetik, die der abwertend als Cinéma du look benannten kurzen Filmbewegung angehören. Einer ihrer Vertreter ist Jean-Jacques Beineix (Betty Blue – 37,2 Grad am Morgen)
Erfolgreiche Filme der 1980er Jahre: Amadeus – Blade Runner – Brazil – Pretty Woman – Der Name der Rose – Paris, Texas – Subway – Diva – Die letzte Metro – E.T. – Der Außerirdische – Shining – Full Metal Jacket – Good Morning, Vietnam – Der Club der toten Dichter – Zurück in die Zukunft – Harry und Sally – Terminator – Dirty Dancing.

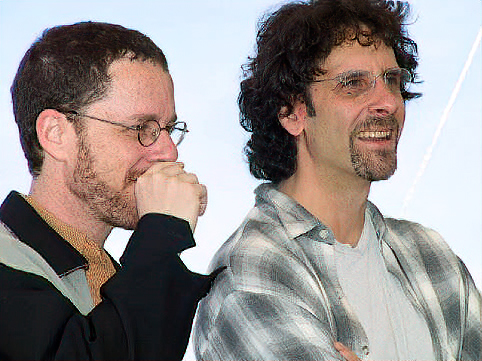
Ethan Coen (links) und Joel Coen (rechts) bei den Filmfestspielen in Cannes, 2001

In den 1990er Jahren stiegen die Budgets der Hollywood-Produktionen zum Teil in schwindelnde Höhen. Zudem erweiterten sich die technischen Möglichkeiten, computergenerierte Spezialeffekte wurden zum Standard in vielen Mainstreamfilmen, besonders in den Genres Action und Fantasy. Besonders teure Produktionen wie Titanic, Armageddon und Jurassic Park wurden zu den Kassenschlagern des Jahrzehnts. Im Zuge dieser Entwicklung wurde der Begriff des Blockbusters populär.
Auf der anderen Seite lässt sich das Erstarken des Independentfilms beobachten (parallel zur Alternative in der Unterhaltungsmusik). Waren Produktionen mit niedrigerem Budget und höherem künstlerischen Anspruch in den 1980er Jahren noch seltener und schwerer am Markt zu positionieren, gelang es in dem darauf folgenden Jahrzehnt unabhängigen Regisseuren wie Quentin Tarantino, Terry Gilliam, Jim Jarmusch und den Coen-Brothers, beachtliche Erfolge zu erzielen. Viele Independentfilme waren zwar keine Markterfolge, wurden aber im Laufe der Zeit zu Kultfilmen.
Ebenso konnte der deutsche Film neue Besucherrekorde verzeichnen. Besonders Komödien wie Männer, Schtonk, Kleine Haie, Der bewegte Mann und Knockin’ on Heaven’s Door, aber auch die Produktion Das Boot oder experimentelle Filme wie Lola rennt waren große Erfolge und stießen zum Teil sogar im Ausland auf Beachtung. Eine stärkere Genredifferenzierung und bessere Finanzierungsmöglichkeiten kennzeichnen den deutschen Kinomarkt in den Folgejahren.
Erfolgreiche Filme der 1990er Jahre: Kevin – Allein zu Haus – Das Schweigen der Lämmer – Mrs. Doubtfire – Basic Instinct – Jurassic Park – Der König der Löwen – Pulp Fiction – Forrest Gump – Schindlers Liste – Independence Day – Godzilla – Star Wars: Episode I – Men in Black – Matrix – American Beauty – Titanic – Der Soldat James Ryan – Ghost – Nachricht von Sam – Good Will Hunting.
| Rang                                                                                                   | Land              | Anzahl |
| --- | ----------------- | ------ |
| 1. | Indien            | 795    |
| 2. | USA               | 631    |
| 3. | Japan             | 289    |
| 4. | Philippinen       | 175    |
| 5. | Hongkong          | 154    |
| … | Deutschland       | 63     |
| … | Schweiz           | 38     |
| … | Österreich        | 19     |
| Weltproduktion 1)                                                                                      | Weltproduktion 1) | 3.329  |
| 1) zu einigen größeren Produktions- ländern wie Türkei, Iran und Pakistan waren keine Zahlen verfügbar |                   |        |

## Computeranimierte Animationsfilme
Eine neue Entwicklung der 1990er ist der computeranimierte Animationsfilm. Den ersten Versuch, einen abendfüllenden computeranimierten Film zu produzieren, gab es mit The Works schon in den 1980ern, allerdings scheiterte das Projekt. Der 1995 erschienene Film Toy Story von Pixar, in Zusammenarbeit mit Disney, war der erste Kinolangfilm, der allein am Computer erzeugt wurde. Die Pixar Animation Studios spezialisierten sich erfolgreich auf diese Art von Film und produzierten in den folgenden Jahren Das große Krabbeln (1998), Toy Story 2 (1999), Die Monster AG (2001), Findet Nemo (2003), Die Unglaublichen – The Incredibles (2004), Cars (2006), Ratatouille (2007), WALL·E – Der Letzte räumt die Erde auf (2008) und Oben (2009). Als Konkurrenz in dieser Sparte etablierte sich 1998 Dreamworks mit den computeranimierten Filmen Antz (1998), Shrek (2001), Große Haie – Kleine Fische (2004), Shrek 2 (2004), Madagascar (2005), Shrek der Dritte (2007) und Madagascar 2 (2008). Als drittem Konkurrenten gelang es den Blue Sky Studios mit den erfolgreichen Filmen Ice Age (2002), Robots (2005) und Ice Age 2 (2006), sich als Produzent computeranimierter Spielfilme zu etablieren. Gemeinsam ist diesen Filmen, dass sie die klassische Erzählstruktur der Disney-Zeichentrickfilme stärker brechen und die Geschichten durch ironischen Humor begleitet werden.

## Das neue Jahrtausend (2000 bis heute)
| Rang | Land               | Anzahl |
| ---- | ------------------ | ------ |
| 1.   | Indien             | 1091   |
| 2.   | Nigeria            | 872    |
| 3.   | Vereinigte Staaten | 485    |
| 4.   | Japan              | 417    |
| 5.   | China              | 330    |
| 6.   | Frankreich         | 203    |
| 7.   | Deutschland        | 174    |
| 8.   | Spanien            | 150    |
| 9.   | Italien            | 116    |
| 10.  | Südkorea           | 110    |

Im neuen Jahrtausend setzte sich die Tendenz zu Produktionen mit hohem Budget fort. Zu Beginn der 2000er ließ sich ein neues Aufblühen des Genres Fantasy beobachten. Während Filmreihen wie Der Herr der Ringe, Harry Potter und Star Wars weltweit Popularität gewannen, wuchs gleichzeitig ein Interesse an ausländischen Produktionen und Independent-Filmen wie Donnie Darko. Die Popularisierung des Filmschaffens mit den durch Computer und Internet ermöglichten Mitteln lässt weitere technische Neuerungen erwarten. Andererseits bedeuten das inzwischen fast allgegenwärtige Internet und mit ihm Peer-to-Peer-Systeme, die eine massenhafte, unautorisierte Distribution von Filmen ermöglichen, für die Filmindustrie die Gefahr finanzieller Einbußen.

## Zugang zur Filmgeschichte
Das Bild, das wir uns von der Filmgeschichte machen, hängt ab von den Filmen, die wir gesehen haben bzw. überhaupt sehen konnten. Wer nicht gerade an einer Filmhochschule ist oder Filmwissenschaft studiert, hat nur einen eingeschränkten Zugang zur Filmgeschichte. Was ins Kino bzw. ins Fernsehen kommt, entscheiden andere. Außer von den bekannten wirtschaftlichen Strukturen ist der Filminteressent von dem Geschmack der Programmmacher bzw. von dem, was diese für den Geschmack des Publikums halten, abhängig. Teilweise kann diese Vorauswahl durch Eigeninitiative (z. B. Besuch von Filmfestivals) korrigiert werden.
Seit der Erfindung der Videokassette, mehr noch der DVD, geraten diese Einschränkungen mehr und mehr aus dem Blick, die Illusion der völligen technischen Verfügbarkeit der Filmgeschichte herrscht vor. DVD-Editionen wie z. B. die Cinemathek der Süddeutschen Zeitung, die seit März 2005 erscheint, verheißen einen leichten und billigen Zugang. Tatsächlich aber, so meinen Kritiker, verstärkt diese Edition nur den üblichen, extrem verkürzten Blick auf die Filmgeschichte. Sie enthält z. B. keinen einzigen experimentellen Film, keinen Dokumentarfilm, keinen einzigen afrikanischen Film. Stattdessen wird eher auf die ökonomisch sichere Bank gesetzt. Die mittlerweile erhältliche Fortsetzung der SZ-Cinemathek behebt diesen Missstand zumindest teilweise. Sofia Coppola wurde als erste Regisseurin gewürdigt (Lost in Translation). Die der SZ-Cinemathek nachempfundene Filmkollektion Der österreichische Film, die dem Namen entsprechend ausschließlich österreichische Filme der letzten Jahrzehnte beinhaltet, berücksichtigte bereits in der ersten, 50-teiligen Ausgabe auch das Experimental- und Avantgardefilmschaffen des Landes. Mittlerweile sind über 100 österreichische Filme auf DVD erhältlich.
In den englischsprachigen Ländern gibt es ein sehr vielfältiges Angebot von Filmen auf DVD.
Stark erweitert hat sich der Zugang zur Filmgeschichte durch das Internet. Hier sind umfangreiche Angebote entstanden, die teilweise kostenlos (z. B. Experimentalfilme bei UBU Web), teilweise kostenpflichtig (wie die klassischen Spielfilme in der Online Cinematheque der Criterion Collection) sind.

## Dokumentarfilme zur Filmgeschichte
- Delphine Seyrig: Sois belle et tais-toi – Be Pretty and Shut Up! [Interviews mit Schauspielerinnen zum Sexismus in der Filmindustrie], Frankreich 1981, 115 min.
- Bernhard Frankfurter: On the Road to Hollywood, Österreich 1982 – Dokumentarfilm über das Exil österreichischer Filmleute in Form eines Roadmovies

- Jean-Marie Straub und Danièle Huillet bei der Arbeit an einem Film nach Franz Kafkas Romanfragment „Amerika“, Regie: Harun Farocki, BRD 1983

- Das Jahrhundert des Kinos
  - A Personal Journey with Martin Scorsese through American Movies, Regie: Martin Scorsese, USA und UK, 1995, 225 min.
  - Yang+/-Yin: Gender in Chinese Cinema, Regie: Stanley Kwan, Hongkong/UK 1996, 79 min
  - 100 Jahre Japanisches Kino, Regie: Nagisa Ōshima, Japan/UK 1995, 52 min.
  - Kino im Aufbruch, Korea, Regie: Jang Sun-Woo, Südkorea/UK 1995, 52 min.
  - A personal History of British Cinema, UK 1995, Regie: Stephen Frears, 52 min.
  - Irish Cinema: Ourselves Alone, UK 1995, Regie: Donald Taylor Black, 51 min.
  - Deux fois Cinquante Ans de Cinéma Français, Regie: Jean-Luc Godard und Anne-Marie Miéville, Schweiz, Frankreich, UK 1995, 50 min.
  - Die Nacht der Regisseure, Regie: Edgar Reitz, Deutschland 1995, 87 min.
  - 100 Jahre Polnisches Kino, Regie: Paweł Łoziński, Polen/UK 1995, 61 min.
  - Die Idee Russland, Regie: Sergej Selyanov, Russland/UK 1995, 61 min.
  - And The Show Goes On, Regie: Mrinal Sen, Indien/UK, 1996, 54 min
  - Cinema de Lágrimas – Kino der Tränen [Lateinamerika], Regie: Nelson Pereira dos Santos, Brasilien, Mexiko, Großbritannien, 1995, 52 min.
  - I am Curious [Skandinavien], Regie: Stig Björkman, Schweden, Island, Norwegen, Dänemark, Finnland, Großbritannien, 1995, 51 min.
  - 40.000 Jahre Träumen [Australien], Regie: George Trumbull Miller, Australien/UK 1997, 67 min.
  - Cinema of Unease: A Personal Journey by Sam Neill, Regie: Sam Neill Neuseeland/UK 1995, 52 min.
  - Il mio Viaggio in Italia – Martin Scorsese: Meine italienische Reise, Regie: Martin Scorsese, Italien/USA/UK, 236 min.

- Red Hollywood, Regie: Thom Andersen, Noël Burch, USA 1996, 113 min.
- Cinéma Vérité: Defining the Moment, Regie: Peter Wintonick, Kanada 1999, 103 min.
- Los Angeles Plays Itself, Regie: Thom Andersen, USA 2003, 169 min.
- Thou Shalt Not: Sex, Sin and Censorship in the Pre-Code Hollywood, Regie: Steven Smith, USA 2008
- A History of Israeli Cinema, Regie: Raphaël Nadjari, Frankreich/Israel 2009, 210 min.
- The Story of Film: An Odyssey, Regie: Mark Cousins, UK 2011, 915 min.
- The Pervert’s Guide to Ideology [mit Slavoj Žižek], Regie: Sophie Fiennes, UK 2012, 136 min.
- A Story of Children and Film, Regie: Mark Cousins, UK 2013, 101 min.
- Women Make Film, Regie: Mark Cousins, UK 2018, 840 min.
- The Movies – Die Geschichte Hollywoods, Produktion: Tom Hanks, Gary Goetzman (Playtone), Herzog & Company, HBO, USA 2019, 540 min.

Fernsehserie: Cinéastes de notre temps (1964–1972) im französischen ORTF, Wiederaufnahme bei Arte unter dem Titel Cinéma, de notre temps seit 1989